# 贡塘王系
贡塘巴，即贡塘王朝，贡塘王系或孔塘王朝，是吐蕃分裂时期的一个王系，其统治地区位于拉孜、林布和芒域一带，在西藏与尼泊尔、不丹交界处。其王廷位于贡塘，今日喀则市吉隆县境内有贡塘王城。
贡塘巴的历代君主都是俄松的后裔，为贝考赞小妃之子札西孜巴的后代。札西孜巴生有三个儿子分别是巴德、沃德、基德，统称下部三德。巴德即为贡塘巴的第一代君主。一共传了32代，经历了数百年。